# San Pedro Cuajimalpa
San Pedro Cuajimalpa o San Pedro y San Pablo Cuajimalpa es uno de los cinco pueblos originarios de la alcaldía Cuajimalpa de Morelos a la cual da su nombre.
Es considerado un pueblo originario de la Ciudad de México, ubicado en el costado norte del kilómetro 21.5 de carretera federal México - Toluca, a unos 2 770 m s. n. m., cuenta con dos barrios (barrio de la Candelaria Huecalco y barrio de San Antonio) es la cabecera delegacional y sede de los poderes locales. 

## Etimología

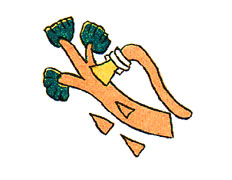
Glifo toponímico de San Pedro Cuajimalpa.

El actual nombre viene de la palabra náhuatl Cuauhxīmalpan que se compone de cuahu (i)-tl, que significa árbol o madera; con el verbo transitivo xīma (xīmal-li), que con complemento de cosa, expresa el concepto de carpintear, labrar o pulir, seguida de una l formativa y de la preposición locativa -pan su acepción siendo "encima", "sobre", "en". Así con los dos primeros elementos se forma cuauhxīmal-li, acepilladura o astilla pequeña que, en composición, pierde el sufijo formulativo li (aféresis de tli, perdida la t por hallarse entre dos eles) y con la posposición que viene a significar "sobre las astillas de madera" y designa un lugar donde esta se labra.

## Orígenes

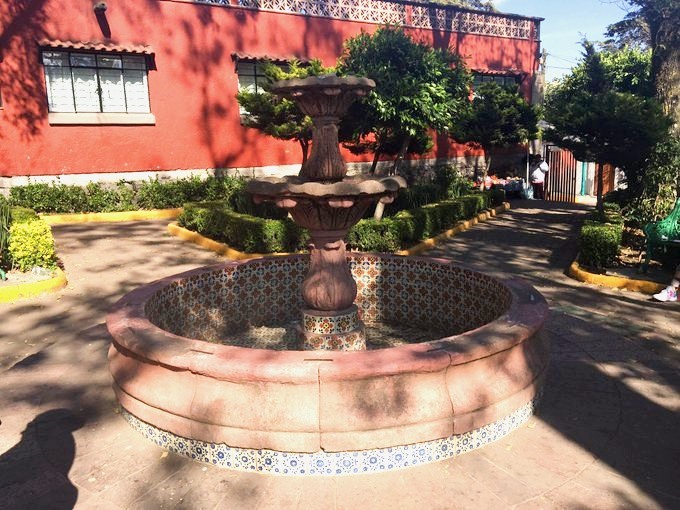
Fuente en el jardín Hidalgo. Data de finales del y está catalogada como monumento histórico por el INAH

Fundado en una fecha anterior a la conquista española, San Pedro Cuajimalpa fue habitado por Tepanecas de habla náhuatl, que pertenecieron junto con Tenochtitlan al señorío de Azcapozalco, al ocurrir la Triple Alianza (1447) entre las ciudades de Tenochtitlan, Texcoco y Tlacopan "hoy Tacuba", se dio en la cercana Huixquilucan la batalla que derrotó la hegemonía de Azcapozalco al ser conquistada la región en 1437 por el Tlatoani Mexica Izcóatl (Serpiente de Obsidiana) y su dominio fue dado a Tlacopan, se marca que Cuajimalpa fue el asiento temporal de los derrotados Azcapozalcas hasta que resignados se sometieron al poderío de la triple alianza.
Durante la Conquista el 1 de julio de 1520 fue el aposento donde pasaron la noche Cortés y sus hombres, luego de salir de Tenochtitlán en la Noche Triste, aunque como en la narración de Bernal se menciona que usaron como guarida un teocalli “templo” en la cima de un cerro y el lugar por la grafía de la época se le llama Cuauhximalpan, se discute si no será en realidad la cima donde se encuentra actualmente el Santuario de los Remedios en Naucalpan, de cualquier forma, en la relación de pueblos y propiedades con que reclamo el Marquesado del Valle de Oaxaca y en el Códice Cuauhximalpan se menciona al poblado como San Pedro Cuajimalpa; San Pedro fue el santo principal de su devoción y como tal dio a muchas poblaciones como patrón a este Santo además de que a su primogénito le dio el nombre de Pedro. Una segunda mención es como San Pedro y San Pablo Cuajimalpa en algunos textos del siglo XVI.
Como el pueblo se encontraba a la vera del camino principal, en el punto donde inicia el descenso hacia el valle y donde inicia el bosque que circunda el paso del Monte de las Cruces que lleva al valle del Lerma y la ciudad de Toluca, fue en su periferia donde se colocó la aduana de la Ciudad de México en la actual colonia El Contadero, donde iniciaba el camino real México - Toluca que fue abierto en 1535 por orden del Ayuntamiento de México y que además era de cuota, por lo que debe ser el primero de su tipo en México y tal vez en América este terminaba al llegar al pueblo de la Marquesa, esta caseta fue cerrada en 1860 por el presidente Juárez al aplicar las leyes de Reforma que suprimían las alcabalas y aduanas internas, además en 1535 el Ayuntamiento de México ordenó a varios regidores que vieran las previsiones que debieran tomarse para llevar las aguas de Cuajimalpa a la ciudad lo cual se cumplió con el acueducto de Santa Fe.
Durante la colonia el pueblo como muchos otros de la zona era pequeño y apenas poblado, pero Cuajimalpa dispuso de un templo con calidad de vicaria de la principal de Coyoacán de cuya población también dependió políticamente. En 1540 en actas de solicitud de ciertos terrenos se menciona por vez primera La Venta de Doña Marina, adicionalmente en 1575 los terrenos conocidos hoy como Jesús del Monte fueron donados por su dueño un tal Lorenzo López a la Compañía de Jesús para que construyeran un sitio de descanso para su orden.
En San Pedro Cuajimalpa existía en el lugar que ocupa su mercado una posada, que serbia de refugio de viajantes que iban a salir del valle y como cuartel militar, luego de la batalla del Monte de las Cruces, en una casa que fue destruida en los 70s y que se ubicaba en la esquina formada por las calles Veracruz y Juárez, frente al jardín principal del pueblo de San Pedro llamado "jardín Hidalgo", el cura Miguel Hidalgo paso los únicos días de su estadía en el valle de México durante la independencia, en esta casa fue al parecer el lugar donde se tomó la decisión de retirarse de la ciudad que alargo el conflicto once años hasta la independencia bajo el mando de Agustín de Iturbide, en la avenida José María Castorena se ha señalado con una estatua de Hidalgo el supuesto sitio de esta decisión, pero hoy y antes era imposible ver la ciudad desde este punto.
Consumada la independencia Cuajimalpa fue punto de paso y estadía de muchos de los ejércitos de los diferentes conflictos que hubo en el siglo XIX, ya que como se mencionó tenía en sus límites la aduana y garita de peaje del camino a Toluca. Por esto mismo existen leyendas de que al expandirse el área urbana se encontraron cuevas y pozos tapados con armamento militar.
En 1862, San Pedro Cuajimalpa junto con los pueblos de San Lorenzo Acopilco, San Mateo Tlaltenango y San Pablo Chimalpa forman la municipalidad de Cuajimalpa, quedando San Pedro como cabecera. Quedando inicialmente sujetos a San Ángel y luego a Tacubaya.
Durante el Segundo Imperio Mexicano, San Pedro Cuajimalpa fue uno de los pocos puntos donde el imperio pudo hacer obras por lo que reforzó la aduana, mejoró los caminos y doto de panteón civil al pueblo y se construye el Puente.
Entre 1888 y 1894 se da una serie de compraventas con la que los habitantes del pueblo se hacen dueños de varios terrenos que conforman la parte noroeste de la delegación, como las lomas de Memetla, la exhacienda de Jesús del Monte, la zona de las Lomas, las minas de Santa Fe, entre otras.
En 1898 San Pedro Cuajimalpa recibe el servicio de agua potable proveniente del Desierto de los Leones, mismo que era a través de una cañería que desembocaba en una fuente ubicada en el cruce de Ocampo y Veracruz. Para estas fechas ya había alumbrado público con lámparas de queroseno.
En 1900 se construye el antiguo palacio municipal y el Jardín Hidalgo.
En 1912 el pueblo recibió los servicios de agua y energía eléctrica, mismos que llegaron con la extensión de la línea de tren eléctrico desde Santa Fe hasta La Venta, servicio que fue suspendido definitivamente en 1953, luego de un accidente ocurrido cerca de la colonia la Romita. En 1920 se construye la capilla de la Inmaculada Concepción en el Contadero. Por estos años se inaugura la escuela Ramón Manterola misma que es la primera en la ya delegación.
Luego hasta 1940 vuelven a iniciarse obras como el encarpetamiento de la carretera federal y las calles principales del pueblo, la introducción de tomas de agua a las casa y el de suministro eléctrico, por lo que se eliminan las fuentes de agua. Por otro lado en los terrenos de varios pobladores se inicia la explotación de minas de material de construcción. Además de la introducción de los primeros desarrollos habitacionales de nivel alto en la Loma de Vista Hermosa.
En los 60´s se dota a la delegación se le dotan de otras escuelas, primarias y secundarias, se inaugura el mercado de Cuajimalpa y el Centro de Salud.
En los años 70´s se crea el sistema de alcantarillado mismo que se lleva por la barranca que corría a lo largo de la avenida Castorena, mismo que se entubo en los 80´s, por esto se tapa el puente y se entuban los dos ríos del pueblo, uno que corría paralelo a la calle Jesús del monte y otro a la de Castorena.
En 1982 se inaugura el primer supermercado en la delegación, Aurrera del Yaqui. En los 80´s con el crecimiento urbano se da inicio a un ordenamiento urbanístico, mismo que no se termina y deja solo la amplia calle Castorena de seis carriles, la cual se planeaba como un eje vial que nacería en Bosques de la Reforma y Reforma Poniente, continuaría por el Olivo, San José, Castorena y desembocaría en el Contadero y la Carretera Federal, de este proyecto existieron planes de ampliar las calles Veracruz y Juárez, mismas que en buena parte tienen una amplia pendiente, mientras se dejaba intacta la continuación natural por la calle Nuevo León y la zona poniente de la Veracruz. Así como el ensanchamiento de la calle Morelos para dar una salida mejor al Pueblo de San Pablo Chimalpa. En 1987 se desploma en el km. 15 un avión de carga, que transportaba caballos de salto de los cuales uno de los que sobrevive compite en los juegos olímpicos de Seúl 1988. En 1988 se inaugura la Clínica 42 del I.M.S.S..
En los 90´s se da un crecimiento enorme del área urbana, hasta principios de esta década la zona urbana no abarcaba más que los límites marcados por las calles México, carretera federal, San José de los Cedros, Jesús del Monte y Guillermo Prieto. El Contadero continúa siendo un conjunto de calles y La Venta una zona rural.
En 1995 caen aviones de combate de la FAM en las cercanías de las colonias Navidad y el Olivo, que formaban parte del desfile del 15 de septiembre en la Ciudad de México, por lo que se suspenden las demostraciones aéreas hasta 2006.

## Servicios
San Pedro Cuajimalpa cuenta con todo tipo de servicios, como restaurantes, hoteles, centros nocturnos, supermercados, corporativos, bancos, clubes deportivos, instituciones educativas medias y superior, etc.

### Fiestas religiosas
Dentro de las actividades culturales con fines religiosos, realizadas durante el año en el pueblo destacan tres. La representación de Semana Santa, ya que por asistencia solo es superada por la de Iztapalapa.El Carnaval y 29 de junio en honor al Santo Patrón del pueblo San Pedro Apóstol, la primera festividad se puede considerar como la segunda más importante en el pueblo después de Semana Santa.
Se realiza entre los meses de febrero y marzo, en esta festividad salen a bailar un grupo de personas denominados "Huehuenches" por las calles del pueblo bailando y haciendo bromas a todo mundo, se realiza la quema de castillos y fuegos pirotécnicos, hay verbena popular, bandas de música de viento, comparsas de danzantes como concheros, chinelos y arrieros, se realiza la velación de la cruz y la procesión por las principales del pueblo.
La festividad patronal del 29 junio, durante 9 días previos a la festividad en las casas del pueblo se realiza los novenarios de San Pedro Apóstol, hay quema de castillos, danzantes y bandas de música de viento.
Los 2 barrios pertenecientes al pueblo celebran sus festividades patronales, la festividad del barrio de la Candelaria Huecalco se celebra del 31 de enero al 3 de febrero, la festividad del barrio de San Antonio Tlalpuente, se celebra el 13 de junio, hay otras pequeñas festividades en el pueblo durante el año como: Festividad del Santo Niño de Tlalolinco se celebra la última semana de enero, Festividad de San Miguel Arcángel se celebra el día 29 de septiembre, 12 de diciembre, Posadas.
Es importante destacar que el pueblo de San Pedro Cuajimalpa es un punto de reunión para la peregrinación de la Diócesis de Toluca, últimamente se han anexado algunas poblaciones del estado de Michoacán que tienen como destino a la Basílica de Guadalupe. Esta peregrinación se lleva a cabo en el mes de febrero normalmente el segundo martes y antes de la festividad de Carnaval, tiene una tradición de más de 70 años,  la gente de las calles cercanas a la parroquia de San Pedro Apóstol dan cobijo y comida a los peregrinos, esto realza el espíritu religioso y de convivencia que tienen los pobladores de este pueblo.

## Corporativos
Este concepto de edificio de oficinas, entró en la delegación a mediados de los años 90´s con el edificio de oficinas de Grupo Mexicano de Desarrollo.

### Bibliotecas
La cabecera cuenta con la mayor biblioteca de la delegación, la cual lleva el nombre de la fundadora de la Escuela Secundaria 19. Dolores Ángela Castillo, con un contenido dirigido a un público de nivel secundaria.

## Centros religiosos

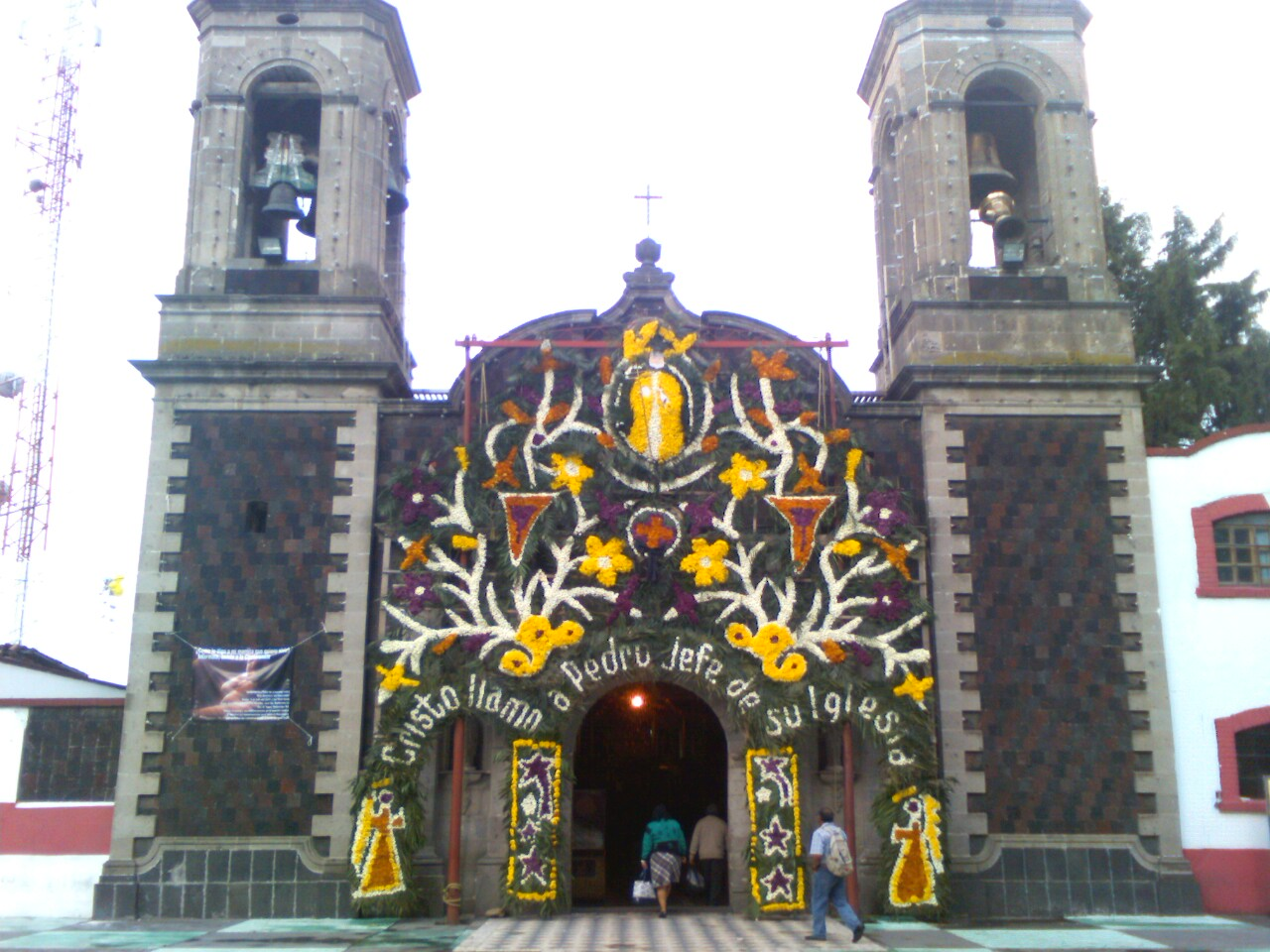
Parroquia de San Pedro Apóstol, Pueblo de San Pedro Cuajimalpa, CDMX.

El pueblo de Cuajimalpa cuenta con la parroquia de San Pedro Apóstol y 4 vicarias, La Candelaria Huecalco, San Antonio Tlalpuente, San José de los Cedros y Zentlapalt, el templo más viejo es el de San Pedro que inició su construcción en 1628 y terminó el cuerpo en 1755, en 1785 se levantó la torre norte, en 1925 la sur, en esta época se cerró el panteón que rodeaba a la iglesia y en parte oriente se construyó la escuela Ramón Manterola, en los años 60 se construyeron las habitaciones sur de la parroquia, mientras se demolió la norte donde se construyó un escenario para las representaciones de Semana Santa.

## Transporte
Para llegar a San Pedro Cuajimalpa pueden tomar transportes públicos desde las estaciones del metro Observatorio, Tacubaya y Chapultepec de la línea 1. Los camiones que pasan por Cuajimalpa son: La Marquesa, Acopilco, La Pila, Huixquilucan, Las Tinajas y Cuajimalpa.
Con automóvil se pueden tomar las autopistas de cuota México – Toluca y Chamapa – La Venta, saliendo en la caseta de la venta para regresar por la carretera federal México-Toluca y entrar por el puente del Contadero.
Las calles principales para tener acceso a las diferentes vías de comunicación urbana dentro de San Pedro Cuajimalpa son: 
- Avenida Juárez, que nos lleva directamente a la explanada delegacional donde se encuentra la Iglesia de San Pedro Apóstol, los edificios delegacionales, el Centro Cultural y el Jardín.
- Avenida Veracruz, donde encontramos todo tipo de comercios, mercados, bancos y también nos lleva a la carretera Federal México Toluca.
- Avenida J. María Castorena, que nos lleva a El Yaqui, para salir a la carretera Federal México Toluca. En ella también se encuentran todo tipo de comercios, bancos escuelas, restaurantes, supermercados, etc.

En el Anuario Estadístico del D. F. (1993, INEGI. p. 104) se menciona que, "La infraestructura vial resulta insuficiente para el flujo vehicular. Por otro lado, la integración norte sur es casi nula debido al cruce de la carretera federal México-Toluca. En el mes de julio de 1996 la Secretaría de Comunicaciones y Transportes aprobó la desincorporación de un tramo de la carretera en favor del Departamento del Distrito Federal, lo que permitirá que la Delegación se haga cargo de la administración de esa importante vía, la cual será denominada Paseo Reforma Cuajimalpa. Una de las importantes ventajas de esta desincorporación será la posibilidad de integrarla plenamente a la planeación urbana delegacional y constituirla en un factor de unidad entre los vecinos. Con respecto al transporte público, la demanda de comunicación se establece principalmente con el municipio de Huixquilucan, concentrándose en las vialidades de Jesús del Monte y la calle de Héctor Victoria San Fernando, localizándose las zonas de transferencia en la cabecera delegacional y en el Yaqui".

## Personajes Distinguidos
- Lupe Pintor "El grillo de Cuajimalpa" (1955) Destacado boxeador profesional y entrenador, fue doble campeón mundial del CMB en la categoría de Peso gallo desde 1979 hasta 1982 y en Peso supergallo desde 1985 hasta 1986.